# Pyracmon funipennis
Pyracmon funipennis är en stekelart som först beskrevs av Zetterstedt 1838.  Pyracmon funipennis ingår i släktet Pyracmon, och familjen brokparasitsteklar. Arten är reproducerande i Sverige.